# Mark Tandy
Mark Tandy, född 8 februari 1957 i Athlone, County Westmeath, Irland, är en irländsk skådespelare.

## Filmografi i urval
- 1985 – För rikets säkerhet
- 1992 - Den mörka hemligheten
- 1995 – Lycksökerskorna (TV-serie)
- 1999 - Sofies värld
- 2000 - Spelets mästare
- 2002 – Shackleton (TV-serie)
- 2004 – På spaning med Bridget Jones
- 2016-2017 - The Crown (TV-serie)